# هوراسيو فلوريس
هوراسيو فلوريس (بالإسبانية: Horacio Flores)‏ هو راكب الكنو مكسيكي، ولد في 19 أبريل 1951.

## وصلات خارجية
- هوراسيو فلوريس على موقع أوليمبيديا (الإنجليزية)